# Rodriguezia obtusifolia
Rodriguezia obtusifolia är en orkidéart som först beskrevs av John Lindley, och fick sitt nu gällande namn av Heinrich Gustav Reichenbach. Rodriguezia obtusifolia ingår i släktet Rodriguezia och familjen orkidéer. Inga underarter finns listade i Catalogue of Life.

## Bildgalleri

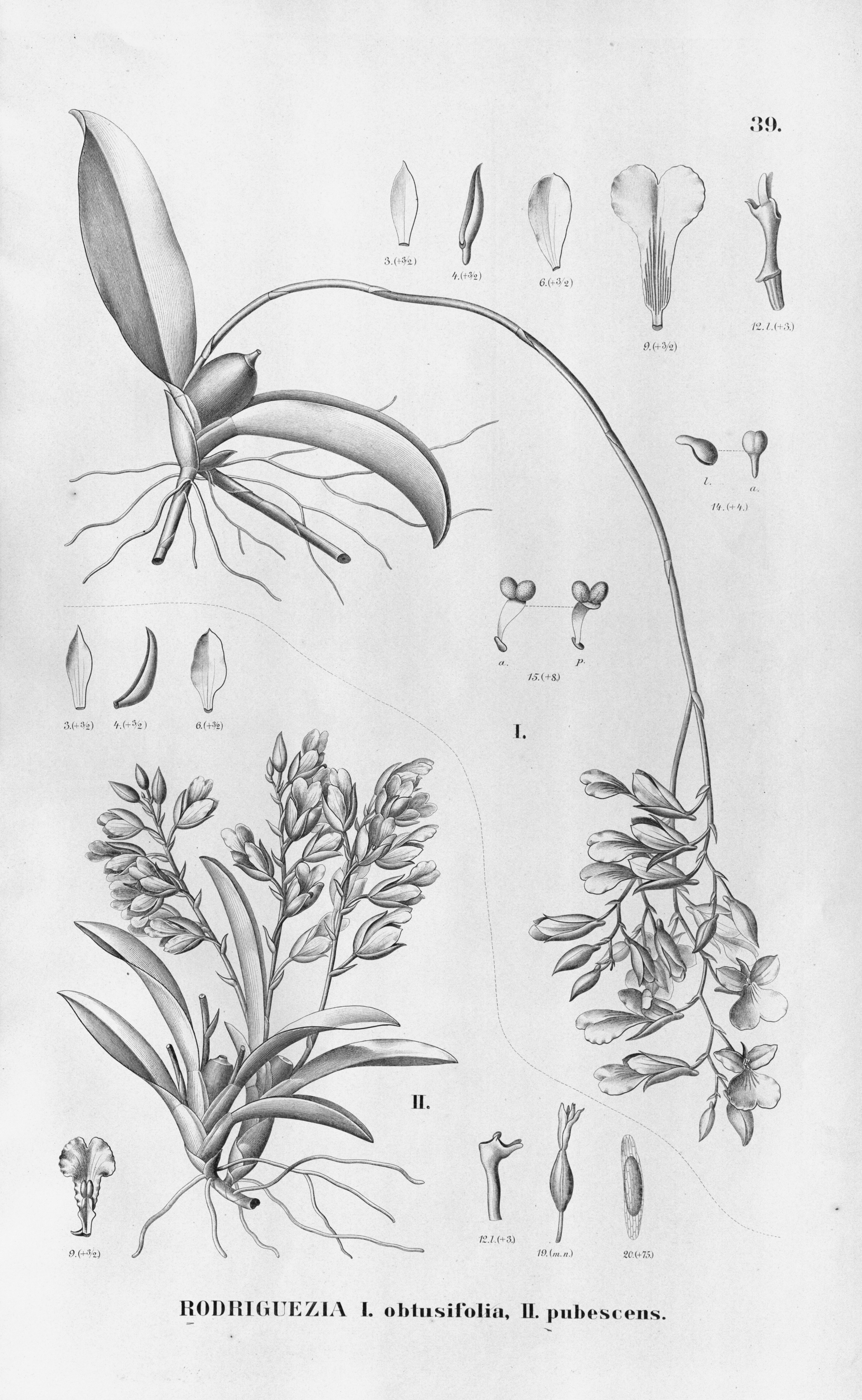